# مالیی
مالیی (به مجاری:  Mályi) یک منطقهٔ مسکونی در مجارستان است که در ناحیه میشکولتس واقع شده‌است.